# Hintere Dalsenalm
Die Hintere Dalsenalm (auch: Hinterdalsen, Hinterdalsenalm) ist eine Alm im Schlechinger Forst in der Gemeinde Schleching.
Ein Kaser der Hinteren Dalsenalm steht unter Denkmalschutz und ist unter der Nummer D-1-89-141-61 in die Bayerische Denkmalliste eingetragen.

## Baubeschreibung
Beim Schmidbauerkaser handelt es sich um einen Blockbau, das Gebäude ist mit dem Jahr 1759 bezeichnet. Die Mauern weisen eine raue, alte Putzstruktur auf, im Südgiebel befindet sich eine alte Sonnenuhr. Der Eingang erfolgt unter dem Südgiebel mit einem Treppenzugang. Der Nordgiebel ist zweitürig erschlossen. Der Vorplatz, ein sog. Grashof, ist mit Bruchsteinen, Klinkerplatten, Brunnen, Bänken und Stauden erschlossen.
Weitere Gebäude sind der Bergerkaser und der Roth-Messmer-Kaser.

## Heutige Nutzung
Die Hintere Dalsenalm ist bestoßen, jedoch nicht bewirtet.

## Lage
Die Hintere Dalsenalm befindet sich nördlich vom Weitlahnerkopf auf einer Höhe von etwa 1000 m ü. NN.
Im Osten befindet sich die Vordere Dalsenalm.